# Constant Van Langhendonck
Constant Octave Van Langhendonck (4 de febrer de 1870 – 1944) va ser un genet belga que va prendre part al concurs de Salt de llargada del programa d'hípica dels Jocs Olímpics de París de 1900. Muntant el cavall Extra-Dry va aconseguir un salt de 6m 10cm, que li va valer per guanyar la medalla d'or en aquest concurs.